# Winkelberg und Großriedenthal
Die Herrschaft Winkelberg und Großriedenthal war eine Grundherrschaft im Viertel unter dem Manhartsberg im Erzherzogtum Österreich unter der Enns, dem heutigen Niederösterreich.

## Ausdehnung
Die Herrschaft (samt Pulgarn) umfasste zuletzt die Ortsobrigkeit über Mitterstockstall, Neustift und Großriedenthal. Der Sitz der Verwaltung befand sich in Mitterstockstall.

## Geschichte
Letzter Inhaber der Allodialherrschaft war der Beamte Peter Edler von Salzgeber (1789–1858), der die Herrschaft mit den Reformen 1848/1849 auflöste.